# Valles-Caldera
Die Valles-Caldera liegt im Sandoval County des Bundesstaates New Mexico der Vereinigten Staaten von Nordamerika und ist eine im Durchmesser bis zu 22 km große Caldera in der Nähe von Los Alamos.

## Beschreibung

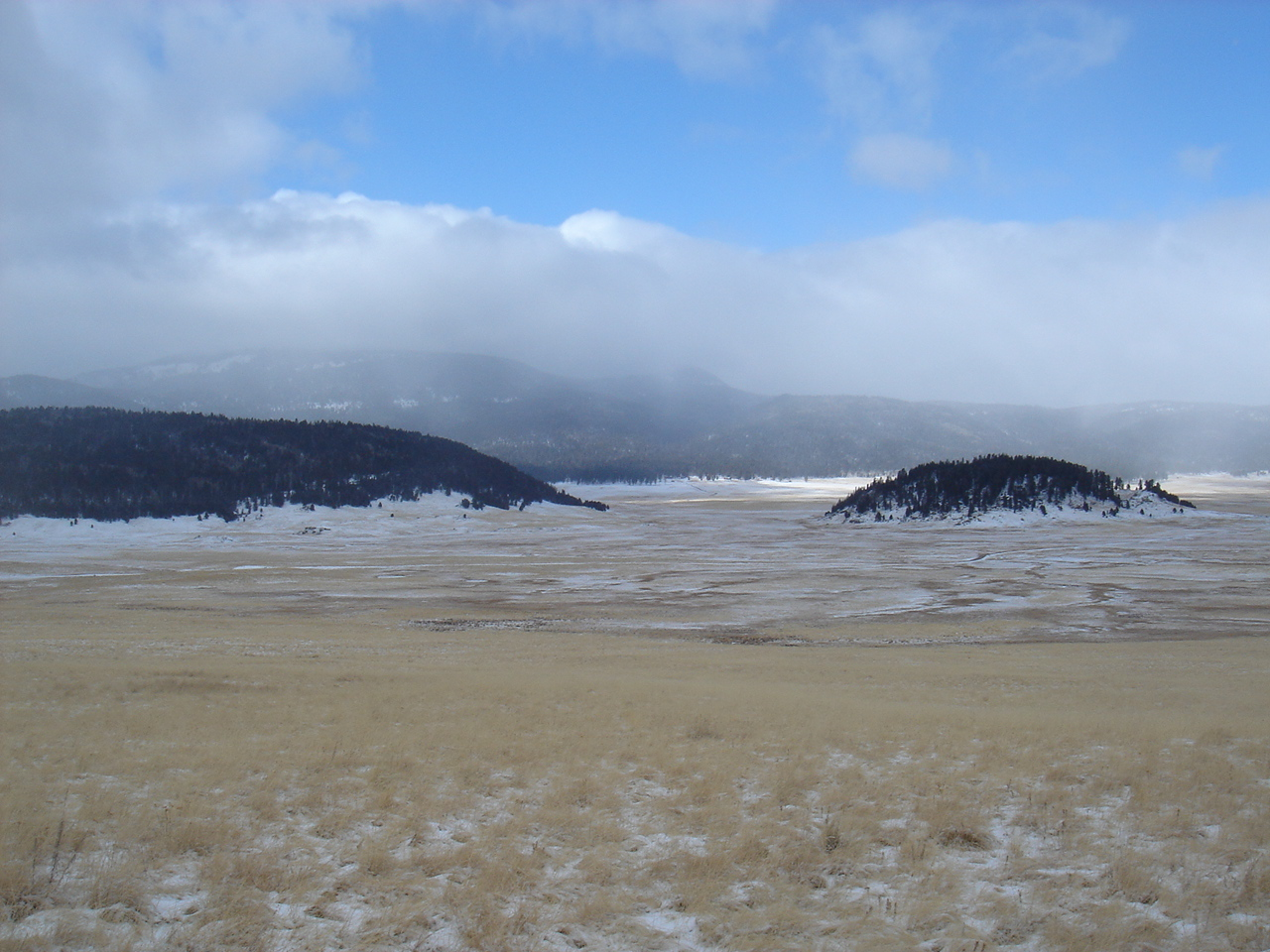
Valles-Caldera im Winter

Die Valles-Caldera bildete sich während zweier großer Eruptionen vor ca. 1,7 und 1,2 Mio. Jahren, die eine Auswurfmenge von ca. 600 km³ hatten, weshalb sie zu den Supervulkanen gezählt wird. Die Ablagerungen aus diesen beiden Eruptionen werden als Bandelier-Tuffgestein bezeichnet. Die steil abfallenden Kraterwände der Caldera haben eine Höhe von bis zu 300 Metern.
Die jüngsten Eruptionen innerhalb der Caldera fanden vor ca. 60.000-50.000 Jahren statt. Diese bildeten den El-Cajete-Kegel, die Geländeformation des Battleship Rock, den Banco-Bonito-Rhyolith und den VC-1-Rhyolith, die sich innerhalb der Caldera gebildet haben. Der Redondo Peak ist mit 3.430 Metern über dem Meeresspiegel die höchste Erhebung innerhalb des Calderenkomplexes, der eine Vielzahl von Thermalquellen und Fumarolen aufweist. Unweit der Caldera findet sich ein Gebiet mit niedrigen seismischen Aktivitäten.
Die Valles-Caldera liegt in einer historisch vulkanisch aktiven Zone des Pleistozäns und Holozäns, zu der auch die Toledo Caldera, das Cerros-del-Rio-Vulkanfeld (dieses formte das östliche Pajarito-Plateau) und das Caja-del-Rio-Plateau gehören.
Heutzutage liegt die Valles-Caldera im Gebiet des Bandelier National Monument, welches auch als Kulisse für Western genutzt wird.